# Mão
Pour les articles homonymes, voir Mao.
Jenílson Brito Rodrigues dit Mão, né le 6 décembre 1978 à Vitória, est un joueur de beach soccer international brésilien. Il évolue au poste de gardien de but.

## Biographie
En 2008, Mão participe au championnat des États brésiliens avec l'équipe de Rio de Janeiro. Il remporte le titre l'année suivante.

## Palmarès

### En sélection
| Compétitions mondiales | Compétitions continentales |
| --- | --- |
| - Coupe du monde (4) - Vainqueur en 2006, 2007, 2008 et 2009 - Finaliste en 2011 - 3e en 2005 et 2013 - BSWW Mundialito (5) - Vainqueur en 2005, 2006, 2007, 2010 et 2011 - Finaliste en 2008 et 2009 - Coupe intercontinentale (3) - Vainqueur en 2014, 2016 et 2017 - Finaliste en 2011 et 2012 - Coupe latine (3) - Vainqueur en 2005, 2006, 2009 - Finaliste en 2010, 2011 - Jeux mondiaux de plage - Médaille d'or en 2019. | - Championnat CONMEBOL (5) - Vainqueur en 2005, 2006, 2008, 2009 et 2011 - 3e en 2013 - Copa América (2) - Vainqueur en 2012 et 2013 |

### En club
Rio de Janeiro
- Champion des États brésiliens en 2009

 Corinthians
- Champion du Brésil en 2012
- Vainqueur de la Coupe du monde des clubs en 2013

### Trophées individuels
| Avec le Brésil | En club |
| --- | --- |
| - Coupe du monde en 2009 - BSWW Mundialito en 2008 et 2009 - Coupe intercontinentale en 2011, 2014 et 2017 - Championnat CONMEBOL en 2009 et 2011 - Copa América en 2012 | - Championnat des États brésiliens en 2008, 2009 et 2010 - Championnat du Brésil en 2012 - Coupe du monde des clubs en 2013 |

Il est également nommé meilleur joueur de la Coupe intercontinentale en 2014.